# Fortezza dello Spielberg
Lo Spielberg (toponimo storico in lingua tedesca; in ceco: Hrad Špilberk) è una fortezza della città di Brno, nella Repubblica Ceca. In epoca risorgimentale fu noto come luogo di prigionia di vari patrioti italiani, tra cui Antonio Fortunato Oroboni, Piero Maroncelli e Silvio Pellico (che narrarono la loro detenzione decennale nelle opere Le mie prigioni di Pellico e Addizioni di Maroncelli), Federico Confalonieri, Gabriele Rosa e Francesco Arese Lucini. É spesso menzionato da Fabrizio del Dongo, il protagonista principale del romanzo storico La Certosa di Parma di Stendhal.

## Storia

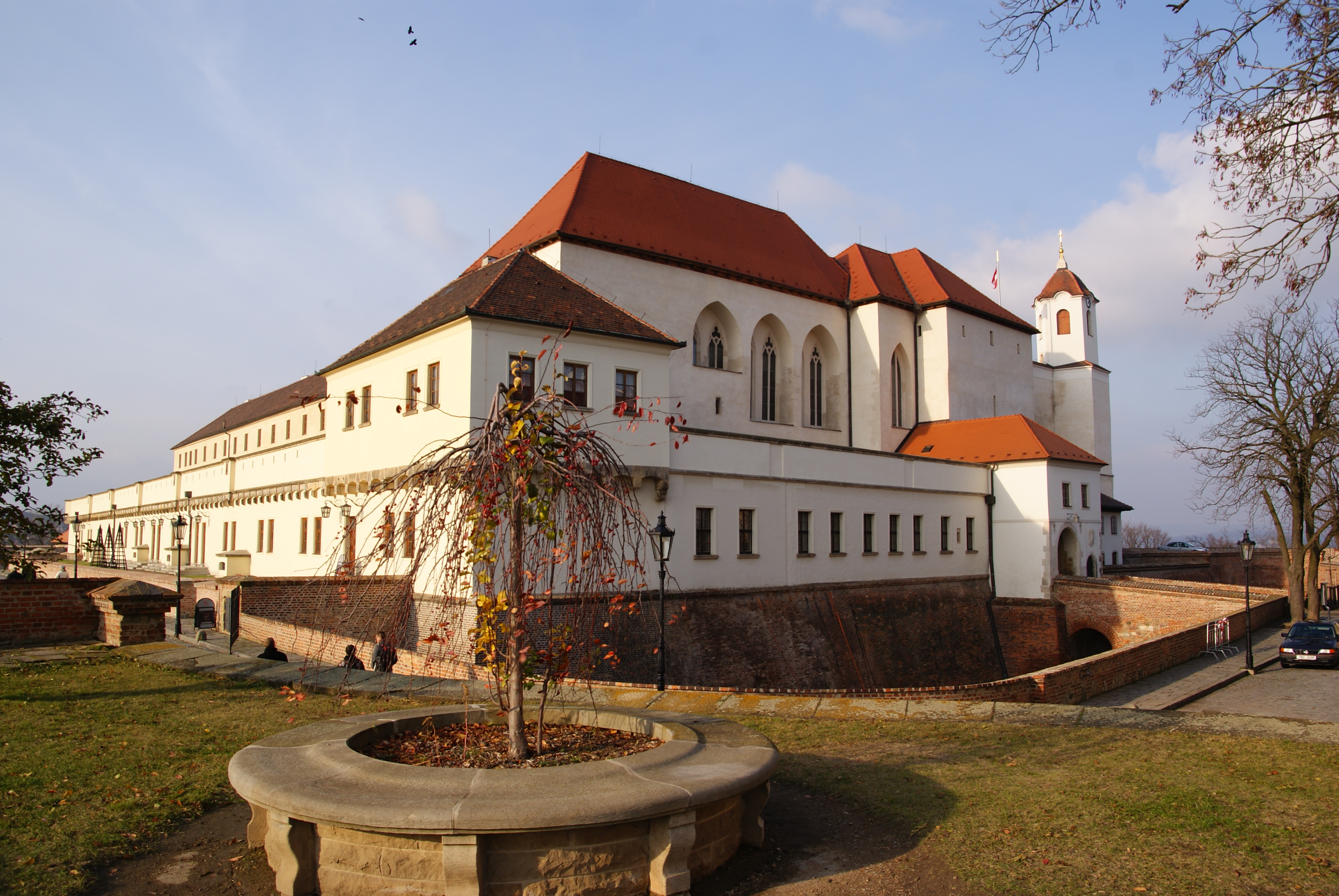

La fortezza dello Spielberg venne eretta nel XII secolo dal re ceco Premislao Ottocaro II come residenza e postazione difensiva e fortezza per la protezione della città reale di Brno. Visse il suo periodo d'oro durante il regno dei margravi del Lussemburgo, che governarono da qui l'intera Moravia. Dal Quattrocento mantenne la sola funzione difensiva.
Nel 1560 fu acquistata dalla nobiltà morava e subito dopo venduta alla città di Brno. Rimase proprietà della città fino al 1621, quando le fu sequestrata a causa della partecipazione dei cittadini alla rivolta contro gli Asburgo, ritornando così patrimonio della nobiltà locale. Ebbe una parte importante specialmente durante la Guerra dei trent'anni, quando nel 1645 resistette all'attacco dell'esercito svedese. In seguito fu trasformata nella fortezza barocca più imponente sul territorio moravo.
Nel 1783 l'imperatore Giuseppe II decise di trasformare una parte della fortezza dello Spielberg nella prigione più dura della monarchia asburgica. Per questo scopo furono ristrutturate le casematte, fino ad allora usate come deposito di materiale militare. Dopo il 1809, quando l'imperatore Napoleone fece distruggere alcune parti della fortezza, lo Spielberg perse la sua importanza militare.
La fortezza fu completamente trasformata nel 1820 in una grande prigione civile per i detenuti che avevano commesso i reati più gravi, ma vi furono imprigionati anche prigionieri politici ribelli contro l'Impero austriaco, che lottavano per ottenere libertà e diritti democratici nelle loro nazioni.
Fra la fine del Settecento e la metà dell'Ottocento furono infatti imprigionati qui i rivoluzionari francesi catturati e i loro seguaci d'Ungheria (i cosiddetti Giacobini ungheresi), i patrioti italiani, nonché i partecipanti alla rivolta di Cracovia del 1846.

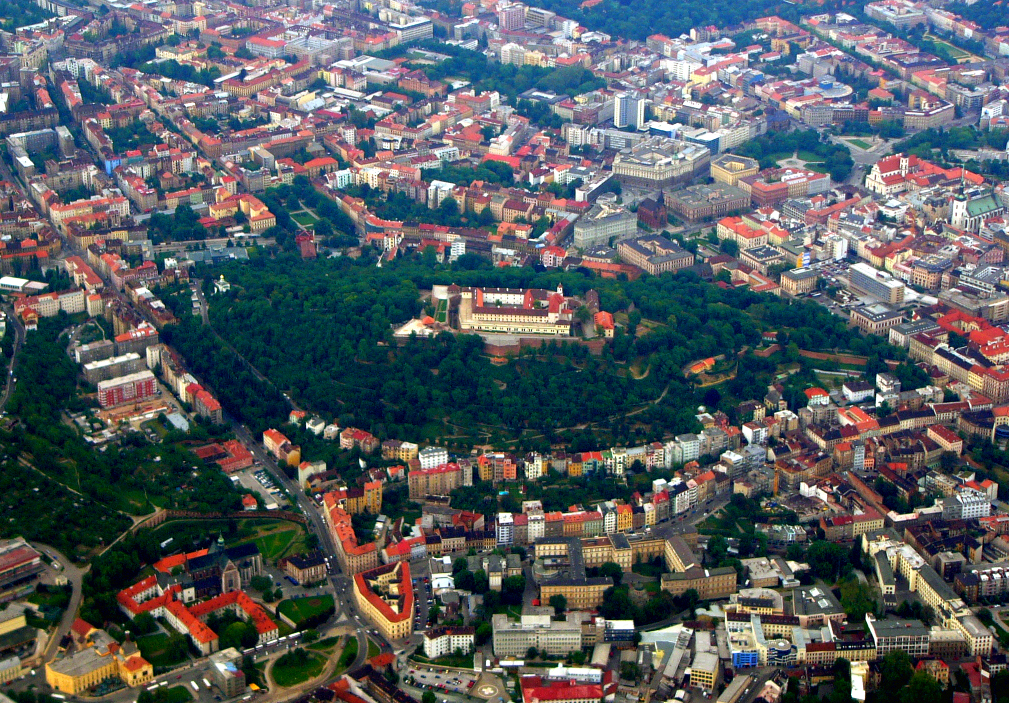
Veduta aerea della fortezza immersa nel parco

Nel 1855, sotto l'imperatore Francesco Giuseppe I d'Asburgo, lo Spielberg smise di essere una prigione e fu utilizzato come caserma militare fino al 1959. Tuttavia, durante la prima guerra mondiale e all'inizio dell'occupazione nazista, le stanze sotterranee riacquistarono la loro funzione di prigioni.
Dal 1960 la fortezza dello Spielberg (oggi Špilberk) è sede del Museo civico di Brno. Nel 1962 è stata dichiarata monumento culturale nazionale. Recentemente ha subito un'ampia ristrutturazione, durata dal 1987 al 1992, che ha trasformato significativamente l'edificio. Al suo interno sono ospitate esposizioni e una collezione che ripercorre la storia del castello e della città di Brno, facendone conoscere l'arte figurativa e l'architettura.

## Galleria d'immagini

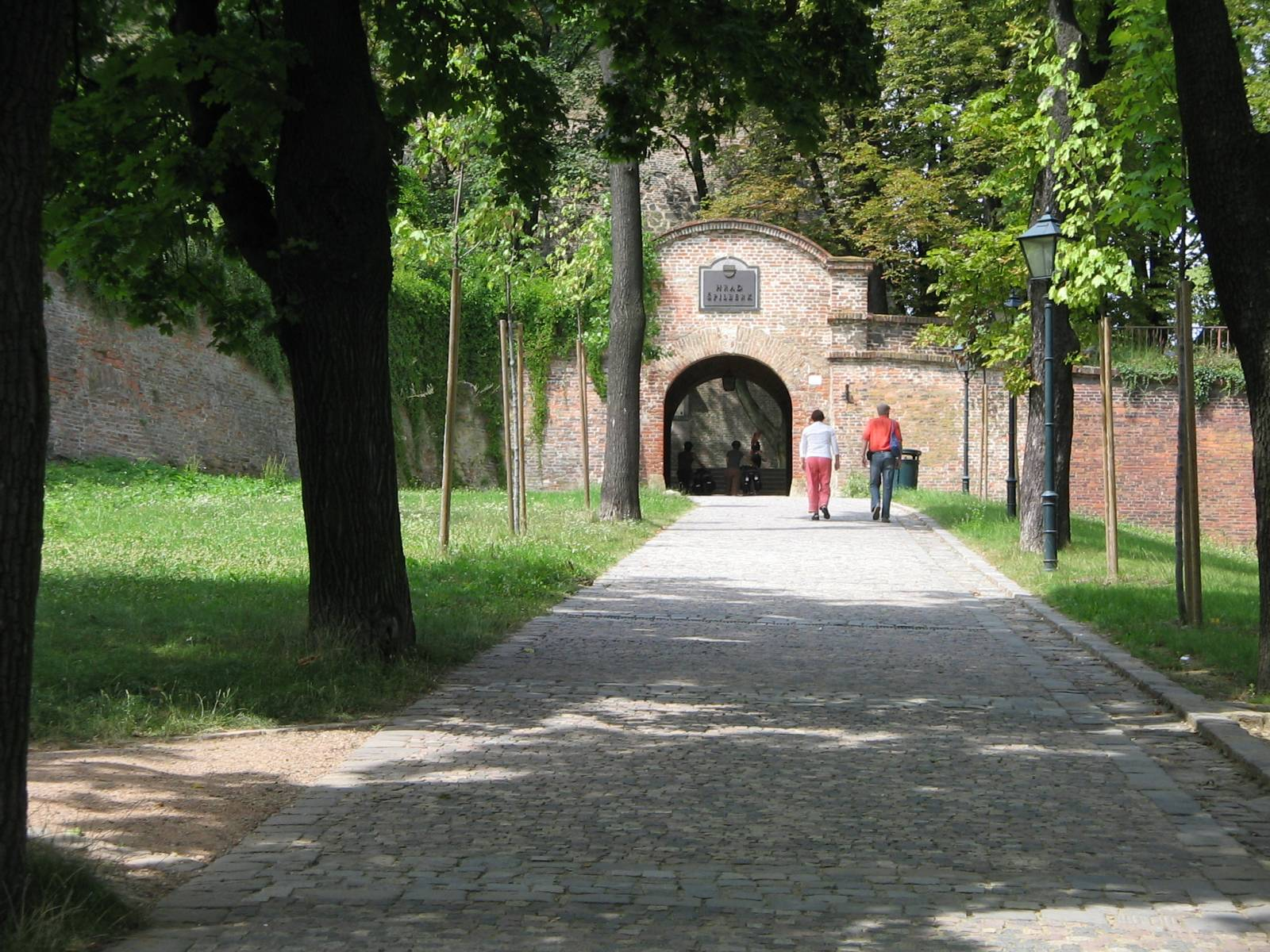
Vista dei giardini che separano la fortezza dalla città di Brno
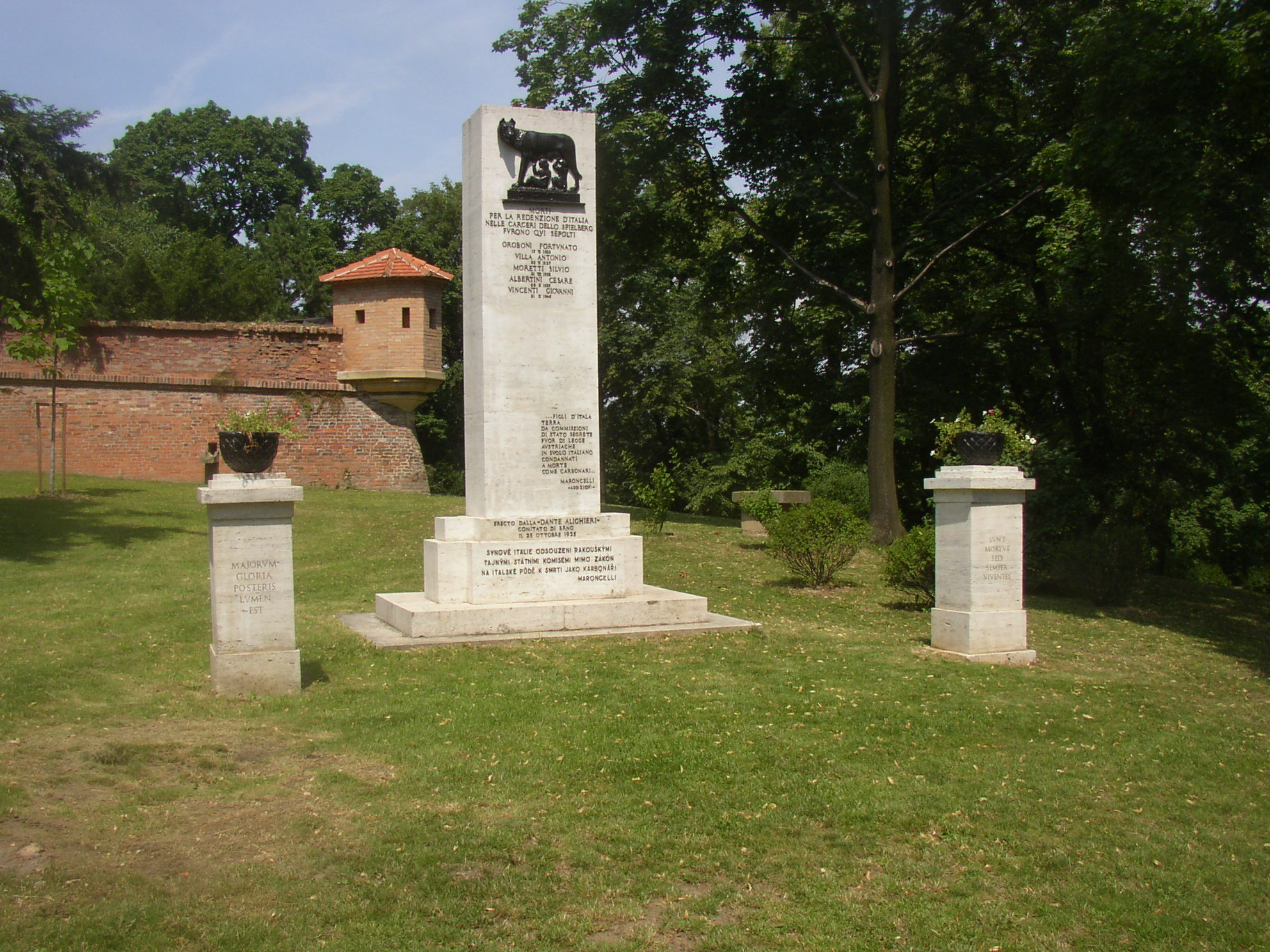
Monumento ai Carbonari